# Mr. Crowley
Mr. Crowley je píseň anglického heavy metalového zpěváka Ozzy Osbournea.

## Přehled
„Mr. Crowley“ je jedním ze dvou singlů z alba Blizzard of Ozz, prvním je „Crazy Train“. Píseň byla inspirována knihou o Aleisterovi Crowleym, kterou si přečetl Osbourne, a balíčkem tarotových karet, které byly nalezeny ve studiu při nahrávání alba. Crowley byl anglický okultista a ceremoniální kouzelník, který na počátku 20. století založil thelemitské náboženství. Osbourne vyslovuje špatně Crowley, jako [kraʊlI], spíše než správný [kroʊli].